# محمد حوراني
محمد حوراني (8 ديسمبر 1953، الدار البيضاء) هو رجل أعمال مغربي، وهو الرئيس التنفيذي لشركة (Hightech Payment Systems). وكان رئيس الاتحاد العام لمقاولات المغرب (2009 - 2012).

## مسيرته
ولد محمد حوراني سنة 1953 في «درب الفقراء»، أحد أعرق الأحياء الشعبية في مدينة الدار البيضاء.
في عام 1971، حصل على درجة البكالوريوس في العلوم الرياضية من ثانوية مولاي عبد الله بالدار البيضاء. في عام 1974، تخرج من المعهد الوطني للإحصاء والاقتصاد التطبيقي (INSEA). في نفس العام التحق بوزارة التخطيط كإحصائي. في عام 1976، حصل على شهادة من شركة آي بي إم (IBM). انضم إلى Sacotec، وهي شركة تابعة لمجموعة أونا. أصبح مديرًا عامًا في عام 1977. في عام 1982، انضم إلى (Bull Morocco) كرئيس لشبكات الأقسام والأنظمة الكبيرة بالإضافة إلى فروع البنوك الطرفية. في عام 1995، أسس شركته (Hightech Payment Systems). في عام 2006، حصل على جائزة أفضل مستثمر عربي في منطقة مينا. في عام 2008، تم انتخابه رئيسًا لجمعية محترفي تكنولوجيا المعلومات (APEBI). شغل منصب رئيس للاتحاد العام للمؤسسات المغربية ما بين سنتي 2009 و2012.